# 山本正樹 (声優)
山本 正樹（やまもと まさき、5月25日 - ）は、日本の男性声優。千葉県出身。81プロデュース所属。

## 人物
方言は大阪弁。
声優としては、アニメを中心に活躍している。
趣味・特技はサッカー、ビリヤード、歌。

## 出演

### テレビアニメ
- スパイダーライダーズ 〜オラクルの勇者たち〜（2006年、劇団員）
- .hack//Roots（2006年、PC）
- Over Drive（2007年、観客）
- ぷるるんっ!しずくちゃん あはっ☆（2007年、パトロール隊員）
- 流星のロックマン（2007年、サテラポリス、レポーター、アイドル）
- ゴルゴ13（2009年、レストランのボーイ）
- PandoraHearts（2009年、人形）
- ライブオン CARDLIVER 翔（2009年、水野志吹）
- 一期一会〜キミノコトバ〜（2010年、たろ）
- ジュエルペット てぃんくる☆（2011年、プロキオン）
- プリティーリズム・オーロラドリーム（2011年）

### OVA
- アーケードゲーマーふぶき（2002年、三平太）

### ゲーム
- うたわれるもの 散りゆく者への子守唄（2006年）

### BLCD
- 傲慢で残酷な純情（2007年、同僚刑事）